# 奧斯特里韋齊 (科洛梅亞區)
48°38′31″N 25°17′44″E / 48.64194°N 25.29556°E
奧斯特里韋齊（烏克蘭語：Острівець），是烏克蘭的村落，位於該國西部伊萬諾-弗蘭科夫斯克州，由科洛梅亚区負責管轄，始建於1374年，面積10.9平方公里，2001年人口649，人口密度每平方公里59.4人。